# Gasteruption canariae
Gasteruption canariae is een vliesvleugelig insect uit de familie van de Gasteruptiidae. De wetenschappelijke naam van de soort is voor het eerst geldig gepubliceerd in 1991 door Madl.